# Лагода (герб)
Лагода (пол. Łagoda, Połańce, Wierzynkowa) - шляхетський герб німецького походження, що носить назву Лагода. Використовується кількома десятками сімей, головним чином з Краківщини та Сандомирщини . Він загинув у XVI столітті  . Відомий головним чином як герб патриціанської сім'ї з Вєржинеків. 

## Опис герба
Опис з використанням класичних правил блазонування: 
Щит пересічено на червоне і срібне поле. Клейнод: три страусиних пір'їни. Намет червоний, підбитий сріблом.
Форма, наведена в описі, була створена лише в 16 столітті . 
Йожеф Шиманьський, за Маріаном Гайсігем (Sfragistyka szlachecka) називає найстарішу форму герба з печатки невідомої барви (печатка з Миколає Вєржинека від 1359 р.)  . 
Герб від 1446 року представляє ще одну форму, в якій у срібному полі розміщено червоний пояс . 
У середні століття клейнод герба   був невідомий. 

## Найперша згадка
Герб відомий із середніх віків. Найстаріша печатка датується 1359 р. належала родині Вєржинеків, Миколі Вержинеку стольнику Сандомиру. Найдавніший запис від 1446 р.. У шістнадцятому столітті герб змінився Про що згадано у Klejnotów Длугоша в редакції Камина та Łętowskiego, Łętowskiego, Gniazda cnoty Папроцького, Kroniki Бєльського і Stemmata polonica . 

## Етимологія
Ім'я, яке має посилання на особисте ім'я. Він має подібну етимологію імені і викликати Лагоду (Lagoda). Виїмка (Polanczye) являє собою топографічне назва від міста Полянця  . 
Станіслав Дзадулевич ідентифікує з гербом Поланьці, невідомий із зображенням герба Бієнії . Таку точку зору відкидає С. Захоровський , за ним слідує Юзеф Шиманьський  . 

## Геральдичний рід
Тадеуш Гайль згадує такі родини, які мають право користуватися цим гербом: 
Gaboński, Gardlicki, Garlicki, Łososiński, Łososki, Nieskiewicz, Platemberg, Smogorzewski, Smoszewski, Stroński, Śledziejowski, Śledziowski, Walter, Watkowski, Werejko, Werenko, Wernecki, Wernicki, Wernihowski, Wernik, Wernikowski, Wierejko, Wierzynk. 

### Відомі Власники
- Миколай Вєржинек (старший) - Сандомирський стольник, родоначальник родини,
- Миколай Вєржинек (молодший) - за Длогушем, організатор Свята у Wierzynek .